# Klingerfjärden
Klingerfjärden är en fjärd norr om Alnön, öster om Vivstavarv i Timrå. Genom fjärden går kommungränsen mellan Sundsvalls kommun och Timrå kommun.

## Geografi
Klingerfjärden är belägen i Sundsvalls skärgård med Alnösundet i sydväst och Sundsvallsbukten i öster. I väster gränsar fjärden till fastlandet vid Vivstavarvsholmen i tätorten Timrå, i söder gränsar den till Alnön nordostsida från tätorten Hovid och åt sydost till Stornäset där Alnön ligger som närmast fastlandet på östsidan.
I sundet norra del rinner Indalsälven ut i fjärden. Andra vattendrag som rinner ut i sundet är Holmensbäcken, Skäggstabäcken på fastlandet och Gistabäcken på Alnön